# Mont Prelà
Le mont Prelà est une montagne de l'Apennin ligure s'élevant à 1 406 mètres d'altitude et située sur la commune de Torriglia en ville métropolitaine de Gênes, au sud du mont Antola. De ses pentes naissent les fleuves Scrivia et Trebbia, affluents du fleuve Pô en rive droite.